# (6400) Georgealexander
(6400) Georgealexander est un astéroïde de la ceinture principale.

## Description
(6400) Georgealexander est un astéroïde de la ceinture principale. Il fut découvert le 10 avril 1991 à l'observatoire Palomar par Eleanor Francis Helin. Il présente une orbite caractérisée par un demi-grand axe de 3,01 UA, une excentricité de 0,16 et une inclinaison de 12,7° par rapport à l'écliptique.

## Compléments